# ركواي

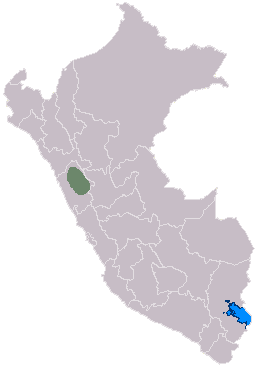
موقع حضارة ركواي

ركواي هي حضارة هندية في أمريكا الجنوبية من عهد ما قبل الاكتشاف وهناك موقع لها في وادي كيفون شمال مرتفعات البيرو، وكانت قد عاصرت حضارة الموتشي في الشمال وهي معروفة بتصاميم الخزف المميزة وهي مصممة في ثلاثة ألوان وهي عبارة عن أشكال لرجال وفهود ولاما وحيوانات أخرى وهي قريبة لنظيرتها في بوكارا وتياواناكو.